# Jos Hooiveld
Jos Hooiveld (Zeijen, Países Bajos, 22 de abril de 1983) es un futbolista neerlandés, se desempeña como defensa y actualmente juega en el Orange County SC.

## Biografía
Su hermano Bas Hooiveld también es futbolista.

## Clubes
- Actualizado a la fecha: 23 de marzo de 2014.

| Club                  | País           | Año         | Partidos | Goles |
| --------------------- | -------------- | ----------- | -------- | ----- |
| SC Heerenveen         | Países Bajos   | 2003 - 2004 | ?        | ?     |
| FC Zwolle             | Países Bajos   | 2004 - 2006 | 31       | 1     |
| Kapfenberger SV       | Austria        | 2006 - 2007 | 14       | 0     |
| FC Inter Turku        | Finlandia      | 2007 - 2009 | 52       | 5     |
| AIK Solna             | Suecia         | 2009 - 2010 | 30       | 1     |
| Celtic FC             | Escocia        | 2010 - 2011 | 8        | 0     |
| FC Copenhague         | Dinamarca      | 2011        | 11       | 0     |
| Celtic FC             | Escocia        | 2011        | 2        | 0     |
| Southampton           | Inglaterra     | 2011-2015   | 78       | 10    |
| Norwich City (cedido) | Inglaterra     | 2014-2015   |          |       |
| Millwall (cedido)     | Inglaterra     | 2015        |          |       |
| AIK                   | Suecia         | 2015-2016   |          |       |
| Twente                | Países Bajos   | 2017-2018   |          |       |
| Orange County SC      | Estados Unidos | 2018-       |          |       |

## Palmarés

### Campeonatos nacionales
| Título                       | Club          | País      | Año  |
| ---------------------------- | ------------- | --------- | ---- |
| Veikkausliiga                | Inter Turku   | Finlandia | 2008 |
| Copa de la Liga de Finlandia | Inter Turku   | Finlandia | 2008 |
| Allsvenskan                  | AIK Solna     | Suecia    | 2009 |
| Copa de Suecia               | AIK Solna     | Suecia    | 2009 |
| Superliga Danesa             | FC Copenhagen | Dinamarca | 2011 |